# Джон-Дей (Орегон)
Джон-Дей (англ. John Day) — город в США, в округе Грант штата Орегон. Население — 1664 человека (2020).

## География
Джон-Дей расположен по координатам 44°25′10″ с. ш. 118°57′07″ з. д. (44.419424, -118.952082). По данным Бюро переписи населения США в 2010 году город имел площадь 4,85 км², вся площадь — суша. В 2017 году площадь составила 5,58 км², вся площадь — суша.

### Климат
| Показатель                    | Янв.  | Фев.  | Март  | Апр.  | Май   | Июнь | Июль | Авг. | Сен. | Окт.  | Нояб. | Дек.  | Год   |
| ----------------------------- | ----- | ----- | ----- | ----- | ----- | ---- | ---- | ---- | ---- | ----- | ----- | ----- | ----- |
| Абсолютный максимум, °C       | 20,6  | 22,8  | 26,7  | 32,8  | 36,7  | 39,4 | 43,3 | 44,4 | 43,3 | 35,0  | 26,1  | 18,9  | 44,4  |
| Средний суточный максимум, °C | 5,3   | 8,4   | 11,8  | 15,4  | 20,3  | 25,3 | 31,3 | 30,9 | 26,1 | 18,7  | 10,3  | 5,8   | 17,5  |
| Средний суточный минимум, °C  | −5,4  | −3,9  | −2    | 0,3   | 3,9   | 7,2  | 9,5  | 8,7  | 4,8  | 0,9   | −2,2  | −5,1  | 1,4   |
| Абсолютный минимум, °C        | −31,1 | −28,9 | −20,6 | −10,6 | −10,6 | −3,9 | 1,7  | −1,1 | −6,1 | −15,6 | −22,8 | −30,6 | −31,1 |
| Среднее число дней с осадками | 11    | 9     | 11    | 11    | 11    | 8    | 3    | 4    | 5    | 8     | 11    | 11    | 103,0 |
| Норма осадков, мм             | 30    | 20    | 29    | 34    | 46    | 36   | 13   | 18   | 18   | 26    | 34    | 33    | 335   |
| Источник:                     |       |       |       |       |       |      |      |      |      |       |       |       |       |

## Демография
| Год переписи                          | Нас. |  | %±     |
| ------------------------------------- | ---- |  | ------ |
| 1870                                  | 179  |  | —      |
| 1880                                  | 280  |  | 56,4%  |
| 1890                                  | 211  |  | −24,6% |
| 1900                                  | 282  |  | 33,6%  |
| 1910                                  | 258  |  | −8,5%  |
| 1920                                  | 321  |  | 24,4%  |
| 1930                                  | 432  |  | 34,6%  |
| 1940                                  | 708  |  | 63,9%  |
| 1950                                  | 1597 |  | 125,6% |
| 1960                                  | 1520 |  | −4,8%  |
| 1970                                  | 1566 |  | 3%     |
| 1980                                  | 2012 |  | 28,5%  |
| 1990                                  | 1836 |  | −8,7%  |
| 2000                                  | 1821 |  | −0,8%  |
| 2010                                  | 1744 |  | −4,2%  |
| 2020                                  | 1664 |  | −4,6%  |
| 1870–2020 Десятилетняя перепись в США |      |  |        |

Согласно переписи 2010 года, в городе проживало 1744 человека в 794 домохозяйствах в составе 450 семей. Плотность населения составила 360 человек/км². Было 895 квартир (185/км²).
Расовый состав населения:
| - 94,4 % — белых - 1,5 % — коренных американцев - 0,7 % — азиатов - 0,5 % — чёрных или афроамериканцев - 0,1 % — выходцев из тихоокеанских островов - 1,0 % — лиц других рас |

К двум или более расам принадлежало 1,8 %. Доля испаноязычных составила 2,7 % всего населения.
По возрастному диапазону население распределялось следующим образом: 22,2 % — лица младше 18 лет, 55,8 % — лица в возрасте 18-64 лет, 22,0 % — лица в возрасте 65 лет и старше. Медиана возраста жителя составила 42,9 лет. На 100 человек женского пола в городе приходилось 91,0 мужчин; на 100 женщин в возрасте от 18 лет и старше — 86,1 мужчин также старше 18 лет.
Средний доход на одно домашнее хозяйство составил 45 778 долларов США (медиана — 33 276), а средний доход на одну семью — 56 865 долларов (медиана — 49 605). Медиана доходов составляла 46 685 долларов для мужчин и 32 917 долларов для женщин. За чертой бедности находилось 14,3 % человек, в том числе 14,5 % детей в возрасте до 18 лет и 13,8 % лиц в возрасте 65 лет и старше.
Гражданское трудоустроенное население составляло 721 человек. Основные области занятости: образование, здравоохранение и социальная помощь — 25,8 %, публичная администрация — 14,1 %, сельское хозяйство, лесничество, рыбалка — 13,3 %.

## Комментарии
1. ↑  Годовой доход на человека, работавшего на полную ставку. Оценка в долларах по состоянию на 2015 год.